# Charles Eggermann
Charles Eggermann, né le 24 mai 1907 à Rambervillers (Vosges), mort en 1966, est un combattant de la France libre[réf. nécessaire] et écrivain français.

## Biographie
Militaire français, prisonnier au Stalag XII C, évadé, membre des Forces françaises libres[réf. nécessaire], grièvement blessé en 1944 et amputé des deux mains, Charles Eggermann est l'auteur de plusieurs livres.
Il fut suppléant du député Jean Degraeve. Ce dernier se fit le porte-parole à l'Assemblée nationale de l'action d'Eggermann en faveur de l'apprentissage de la natation à l'école primaire. En effet, celui-ci avait construit à ses frais une piscine dans son village de Maurupt-le-Montois afin de pouvoir apprendre la natation aux enfants du canton.  

## Œuvres
- Pour toi... qui as des mains, préface de Raymond Triboulet, fac-similé de lettres du général de Gaulle et du chancelier Adenauer adressées à l'auteur ; prix Louis-Paul-Miller 1961 de l'Académie française
- La Troisième Évasion, préface de Maurice Herzog, 1964
- Il était une fois, roman, illustré de douze dessins à la plume de Roland Irolla, 1965
- Le Peau rouge, roman, illustré de douze dessins à la plume de Roland Irolla, 1966